# Lista de reprodução
Uma lista de reprodução (em inglês, playlist) designa uma determinada lista de canções, que podem ser tocadas em sequência ou embaralhadas. O termo, geralmente utilizado no meio da radiodifusão, tem vários significados especializados, quer nos domínios da radiodifusão, quer no domínio dos computadores pessoais.